# Regierung Wellington

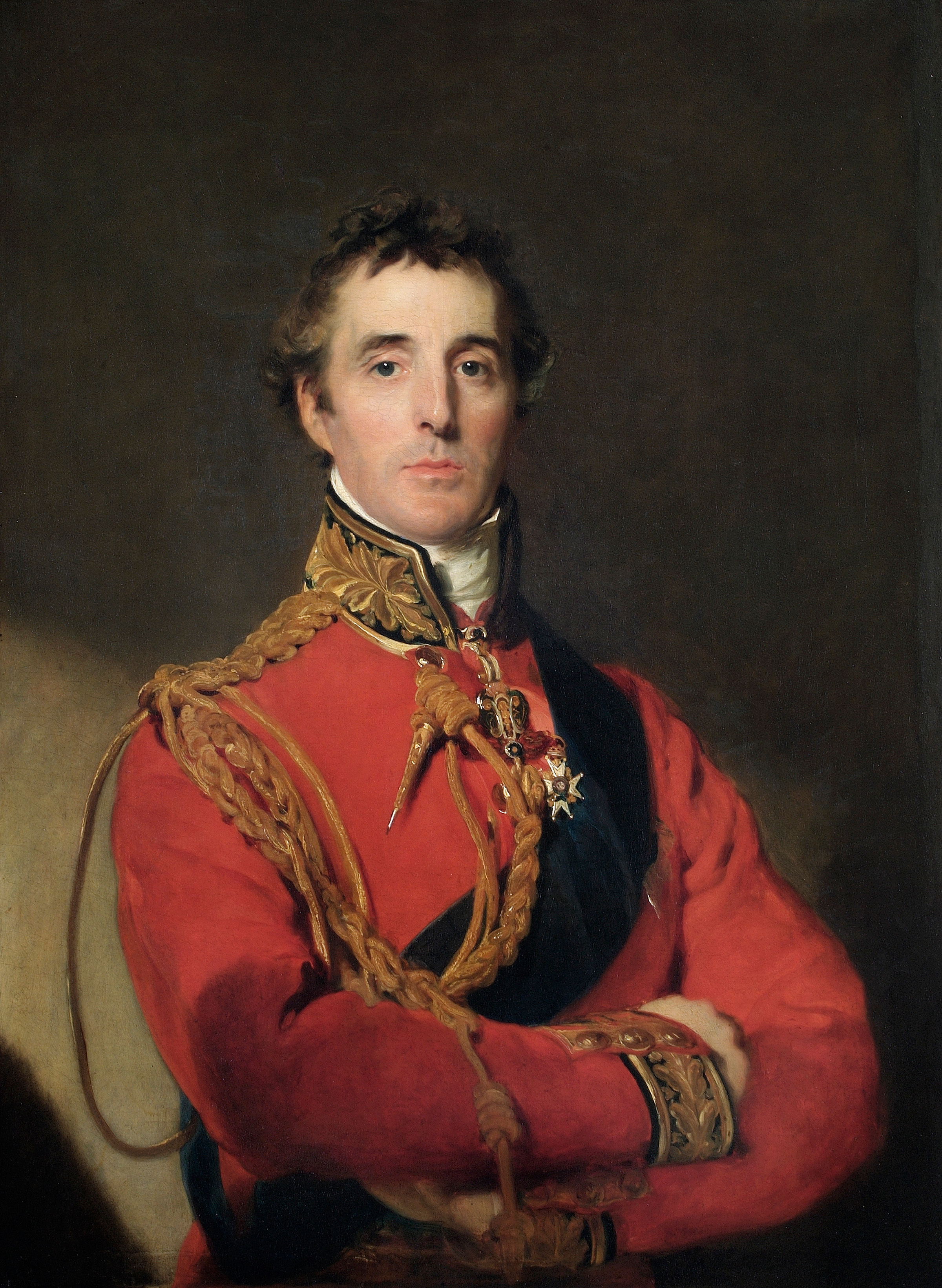
Arthur Wellesley, 1. Duke of Wellington

Die Regierung Wellington war von 1828 bis 1830 die Regierung des Vereinigten Königreichs von Großbritannien und Irland. Sie wurde am 22. Januar 1828 von Arthur Wellesley, 1. Duke of Wellington gebildet und löste die Regierung Goderich ab. Sie blieb zum 22. November 1830 im Amt, woraufhin die Regierung Grey gebildet wurde.
Aus den Unterhauswahlen vom 7. Juni bis zum 12. Juli 1826 gingen die konservativen Tories unter Führung von Robert Jenkinson, 2. Earl of Liverpool mit 428 der 658 Sitze im House of Commons als Sieger hervor, während die liberalen Whigs von Henry Petty-Fitzmaurice, 3. Marquess of Lansdowne 198 Sitze erhielten und andere Bewerber 32 Parlamentarier stellten. Bei den darauf folgenden Unterhauswahlen zwischen dem 29. Juli und 1. September 1830 gewannen die Tories unter der nunmwehrigen Führung des 1. Duke of Wellington 150 der 658 Mandate und die abgespaltenen „Ultra Tories“ von Sir Edward Knatchbull weitere 60 Sitze, die Whigs des 3. Marquess of Lansdowne 196 Mandate, während 152 Sitze an andere Bewerber fielen.

## Kabinettsmitglieder
Dem Kabinett gehörten folgende Mitglieder an:
| Amt                                 | Amtsinhaber                                                                                 | Beginn der Amtszeit                           | Ende der Amtszeit                                  |
| ----------------------------------- | ------------------------------------------------------------------------------------------- | --------------------------------------------- | -------------------------------------------------- |
| Erster Lord des Schatzamtes         | Arthur Wellesley, 1. Duke of Wellington                                                     | 22. Januar 1828                               | 22. November 1830                                  |
| Lordkanzler                         | John Copley, 1. Baron Lyndhurst                                                             | 22. Januar 1828                               | 22. November 1830                                  |
| Lordpräsident des Rates             | Henry Bathurst, 3. Earl Bathurst                                                            | 26. Januar 1828                               | 22. November 1830                                  |
| Lordsiegelbewahrer                  | Edward Law, 2. Baron Ellenborough James St. Clair-Erskine, 2. Earl of Rosslyn               | 26. Januar 1828 10. Juni 1829                 | 10. Juni 1829 22. November 1830                    |
| Innenminister                       | Sir Robert Peel                                                                             | 26. Januar 1828                               | 22. November 1830                                  |
| Außenminister                       | John Ward, 1. Earl of Dudley George Hamilton-Gordon, 4. Earl of Aberdeen                    | 22. Januar 1828 2. Juni 1828                  | 2. Juni 1828 22. November 1830                     |
| Minister für Krieg und Kolonien     | William Huskisson George Murray                                                             | 22. Januar 1828 30. Mai 1828                  | 30. Mai 1828 22. November 1830                     |
| Schatzkanzler                       | Henry Goulburn                                                                              | 26. Januar 1828                               | 22. November 1830                                  |
| Präsident des Handelsminister       | Charles Grant William Vesey-FitzGerald John Charles Herries                                 | 22. Januar 1828 11. Juni 1828 2. Februar 1830 | 11. Juni 1828 2. Februar 1830 22. November 1830    |
| Präsident des Kontrollamtes         | Charles Williams-Wynn Robert Dundas, 2. Viscount Melville Edward Law, 2. Baron Ellenborough | 22. Januar 1828 31. Juli 1828                 | 31. Juli 1828 24. September 1828 22. November 1830 |
| Münzmeister                         | John Charles Herries                                                                        | 26. Januar 1828                               | 22. November 1830                                  |
| Kanzler des Herzogtums Lancaster    | George Hamilton-Gordon, 4. Earl of Aberdeen                                                 | 26. Januar 1828                               | 2. Juni 1828                                       |
| Staatssekretär im Kriegsministerium | Henry Temple, 3. Viscount Palmerston                                                        | 22. Januar 1828                               | 11. Juni 1828                                      |
| Erster Lord der Admiralität         | Robert Dundas, 2. Viscount Melville                                                         | 17. September 1828                            | 22. November 1830                                  |